# The Incredibles: Rise of the Underminer
The Incredibles: Rise of the Underminer is een videospel uit 2005, gebaseerd op de film The Incredibles. Het spel werd uitgebracht door THQ.
Het spel gaat verder waar de film ophield. In tegenstelling tot het vorige Incredibles-spel zijn alleen Mr. Incredible en Frozone bespeelbare personages in dit spel.

## Verhaallijn
De Incredibles en Frozone gaan het gevecht aan met The Underminer, die zich net bekend heeft gemaakt. Voordat ze de Underminer kunnen bereiken komen er echter allemaal boren en robots uit de grond tevoorschijn. Mr. Incredible geeft zijn familie het bevel om de stad te ontruimen, terwijl hij en Frozone achter de Underminer aangaan.
Het duo dringt de Underminers-machine binnen, maar de schurk ontsnapt. Ze volgen hem zijn ondergrondse schuilplaats in, alwaar ze steeds meer robots tegenkomen.
In de schuilplaats ontdekken ze de hoofdcomputer en lezen hierop de Underminers plan: hij heeft een machine gebouwd die de hele bovenwereld zal veranderen in een wereld waar de Underminer zich meer thuis voelt. Om deze machine, de Magnomizer, te stoppen moeten de twee superhelden door het Sludge Station.
In hun zoektocht om de Magnomizer te bereiken vecht het duo zich door tientallen robots en andere vijanden waaronder enkele eindbazen. Uiteindelijk vinden ze de machine en blazen hem op.
Daar eindigt het nog niet. De Underminer ontdekt wat het duo heeft gedaan en waarschuwt al zijn andere robots. De twee superhelden ontdekken dat de Underminer enkele wetenschappers gevangen houdt, en bevrijden hen.
In het laatste level bevecht het duo de Underminer zelf in zijn enorme machine, de Gilgenbot. De twee superhelden blazen deze machine op, waarbij de Underminer zelf blijkbaar ook omkomt.

## Personages
Een aantal voor het spel bedachte personages zijn:

### De wetenschappers
Deze wetenschappers zijn niet menselijk en mogelijk zelfs van buitenaardse afkomst. Ze zijn gevangen door de Underminer, maar worden gered door Frozone en Mr. Incredible. Later in het spel helpen ze de helden om een brug te bouwen om de laatste restanten van de Underminder’s leger uit te schakelen.

### De Magnomizer Guardian
Een machine gemaakt door de Underminer om de Magnomizer te beschermen. Het is een zwevende machine die raketten en vuurballen kan afschieten en andere robots oproepen.

### The Crustodian
Een machine van de Underminer gemaakt om zijn Enorme Robot fabriek te runnen. Hij is een van de eindbazen in het spel. Lijkt nog wel het meest op een glazen pot vastgemaakt aan een grote machine.
Bio: The Crustodian was a machine built by the Underminer to lead his Giant Robot Factory. He is one of the bosses in the game. He appears to be a glass jar with statics, attached to a giant machine.

### Dug
De enige goede robot in het spel die ook gevoelens heeft. Hij helpt de twee helden in het spel om te ontsnappen aan een instortende ruimte.
Bio: Dug was a robot built by the Underminer to lead an underwater station. Dug was, however, the only good robot with feelings: a machine which was the Underminer's only flaw.

## Platforms
| Platform      | Jaar |
| ------------- | ---- |
| GameCube      | 2005 |
| Macintosh     | 2005 |
| PlayStation 2 | 2005 |
| Windows       | 2005 |
| Xbox          | 2005 |

## Ontvangst
| Beoordeeld door        | Platform      | Datum            | Score |
| ---------------------- | ------------- | ---------------- | ----- |
| Game Chronicles        | GameCube      | 9 december 2005  | 79%   |
| PC Powerplay           | Windows       | januari 2006     | 78%   |
| Cheat Code Central     | Xbox          | 7 maart 2006     | 74%   |
| Cheat Code Central     | PlayStation 2 | 7 maart 2006     | 74%   |
| N-Zone                 | GameCube      | 10 januari 2006  | 72%   |
| IGN                    | GameCube      | 1 december 2005  | 60%   |
| IGN                    | PlayStation 2 | 1 december 2005  | 60%   |
| Inside Mac Games (IMG) | Macintosh     | 7 februari 2006  | 60%   |
| PC Games (Duitsland)   | Windows       | 26 december 2005 | 51%   |
| Jeuxvideo.com          | PlayStation 2 | 24 november 2005 | 50%   |